# Lavoro di cura

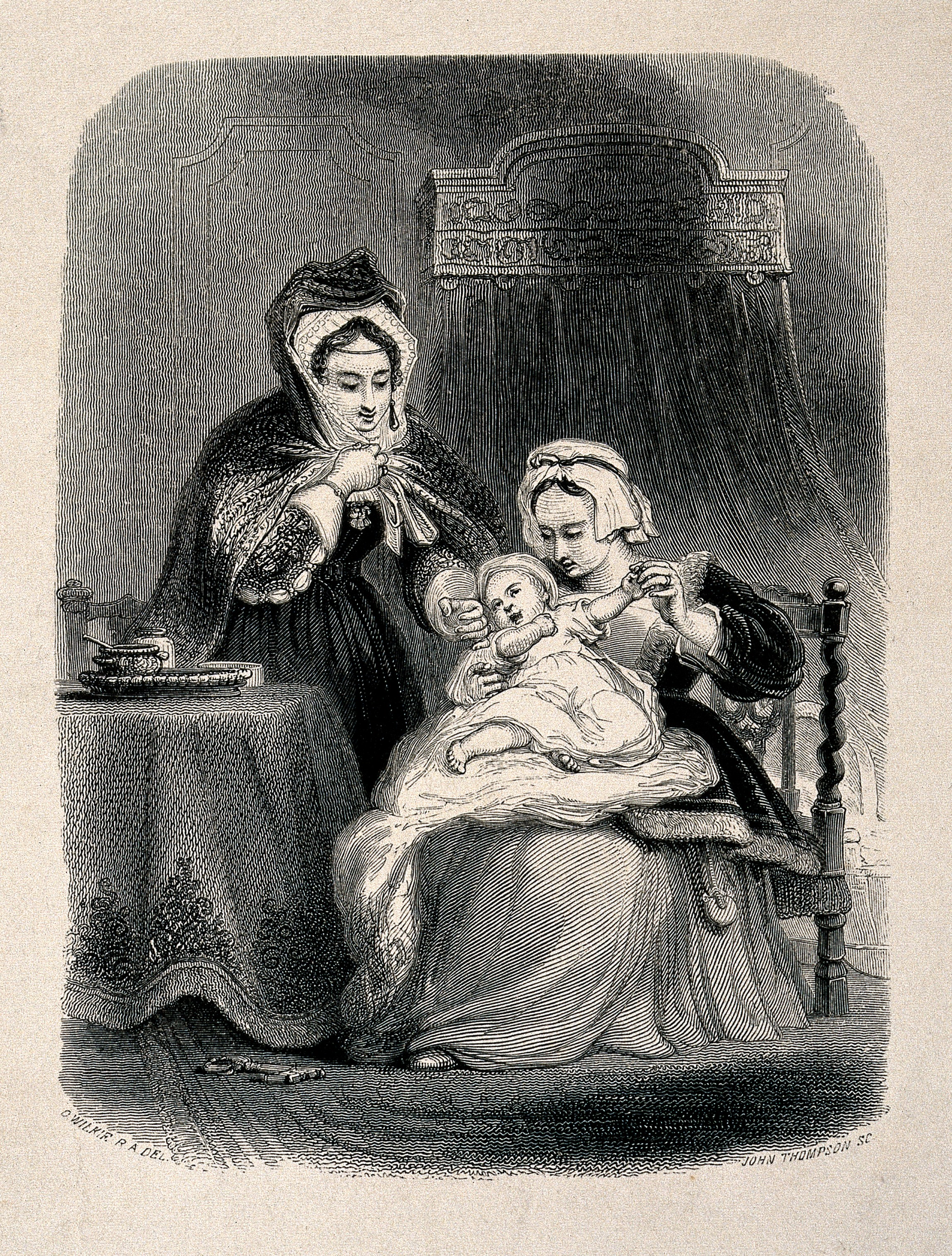
Una domestica tiene in braccio un bambino piccolo mentre la madre, vestita alla moda, gli tocca il viso mentre esce. Incisione su legno di J. Thompson, 1840, da D. Wilkie.

Il lavoro di cura include le pratiche di lavoro domestico non formale svolte a favore di soggetti non autosufficienti, come bambini, anziani e disabili. Questo particolare tipo di lavoro comprende una serie di attività che spesso non vengono riconosciute socialmente né economicamente (per questo viene anche considerato un "lavoro invisibile") e che hanno luogo nell'ambito delle relazioni familiari.

## Storia
All'inizio degli anni ottanta in Italia, come in altri paesi occidentali, l'aumento della scolarizzazione femminile e l'introduzione della flessibilità ha aperto alle donne un'ampia fetta del settore terziario del mercato del lavoro. L'aumento dell'occupazione femminile, e deboli politiche di sostegno, hanno causato un'urgente domanda di lavoro di cura, ampiamente svolta dall'immigrazione femminile. Colf, badanti, baby-sitter: sono queste ed altre le donne che svolgono il lavoro di cura, in questo caso lavoro di mercato e fortemente mercificato.
Era quindi normale che le donne lavorassero principalmente a casa, svolgendo mansioni familiari e di cura; queste però erano ovviamente attività che non prevedevano un guadagno. Agli uomini, invece, erano riservate mansioni riconosciute sia a livello economico, che sociale.

## Descrizione
In tutto il mondo il 75% del lavoro non retribuito è svolto dalla donna. Il tempo dedicato ogni giorno al lavoro gratuito va dalle tre alle sei ore, contro una media maschile che varia da trenta minuti a due ore. 
In Danimarca, dove gli uomini lavorano gratis per il maggior numero di ore, le ore di lavoro gratuito maschile sono sempre meno delle ore di lavoro gratuito a carico delle donne norvegesi; la Norvegia è invece il Paese in cui le donne lavorano di meno.
Raramente il carico e la responsabilità del lavoro di cura viene condiviso dagli altri familiari. Nella maggioranza dei casi, la presenza di un anziano non indipendente, di un bambino piccolo o di un diversamente abile in famiglia costituisce elemento di criticità ed emerge con forza la difficoltà di far fronte alla situazione. Le risorse a disposizione (umane ed economiche) influenzano fortemente in una direzione piuttosto che in un'altra. Inoltre, anche quando gli uomini incrementano la propria quota di lavoro gratuito, spesso non si fanno carico delle mansioni di routine che rappresentano la gran parte del lavoro domestico, ma selezionano i compiti più gradevoli, come l’accudimento dei figli.
Da uno studio statunitense del 2010 sulle caratteristiche del lavoro domestico gratuito svolto da un campione di ricercatori scientifici di entrambi i sessi è emerso che le donne si addossavano il 54% dei compiti di preparazione dei cibi, pulizia e bucato, prolungando di più di dieci ore la durata di una settimana lavorativa che arrivava così a sfiorare le sessanta ore; il contributo degli uomini, invece, non superava il 28%, e il loro tempo lavorativo settimanale aumentava della metà.
Questo lavoro svolto dalle donne all'interno della propria famiglia non è un lavoro di mercato, e non è socialmente riconosciuto come tale. La "conciliazione" tra lavoro formale e responsabilità di cura è uno dei fattori che determinano la differenza salariale tra uomini e donne; questa scelta-non scelta sta infatti impoverendo le donne di tutto il mondo. 
Un recente studio dell’Ocse ha evidenziato che il divario retributivo tra i sessi è sensibilmente maggiore nei Paesi in cui le donne dedicano più tempo degli uomini al lavoro gratuito di cura. Le donne tendono infatti a dedicare al lavoro formale meno ore degli uomini. Ciò avviene a causa del fatto che il lavoro di cura le porta a privilegiare il tempo parziale e ad essere meno disponibili al lavoro straordinario. Per questo motivo, si stima che in Italia le donne percepiscono un reddito annuo tra il 50 e il 70% dello stipendio medio degli uomini.

## Funzioni

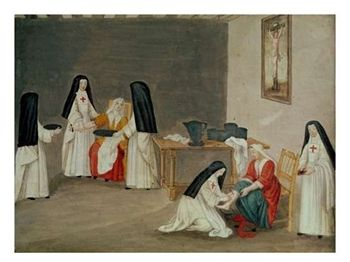
Un'assistenza efficace ai malati consente alle persone di rimanere produttive e di continuare a contribuire alla società (da 'L'Abbaye De Port-Royal' circa 1710).

Il lavoro di cura è essenziale per il benessere. Senza cura e nutrimento, si pensa che i bambini non possano svilupparsi in individui altamente funzionali e avranno difficoltà da adulti a mantenere (o espandere) il loro benessere e la loro produttività. L'assistenza all'infanzia attivamente coinvolta fornita a casa o dal settore pubblico o privato contribuisce allo sviluppo di bambini sani e produttivi. Un'assistenza efficace per i malati consente loro di rimanere produttivi e continuare a contribuire alla società. Il lavoro di cura è correlato al funzionamento di una società e al suo sviluppo economico; le persone ben accudite possono contribuire in modo più efficace al capitale sociale e umano del mercato. 
Prendersi cura degli altri è spesso costoso e il lavoro di cura è associato a una "penalità di cura"; il lavoro di cura degli altri spesso non è compensato finanziariamente. È stato suggerito che gli individui che non si prendono cura degli altri potrebbero non essere in grado di riprodursi; ricevere cure è spesso necessario affinché gli individui raggiungano la fase della vita in cui possono prendersi cura degli altri. 
Sebbene una credenza popolare in economia sia che una famiglia distribuisca ricchezza piuttosto che crearla, è stato detto che il settore delle famiglie svolge un ruolo importante nella creazione di ricchezza. A differenza del settore aziendale, la ricchezza creata dal settore delle famiglie non è finanziaria; molto lavoro svolto lì non è retribuito. La ricchezza risultante è sociale; il lavoro di cura dei genitori nell'educazione di un figlio aumenta la capacità del bambino di esibirsi nella società in seguito. Gli individui che beneficiano della ricezione di cure generalmente hanno prestazioni migliori in contesti accademici e sociali, consentendo loro di creare ricchezza finanziaria in seguito nella vita e di svolgere un ruolo nell'aumento del capitale sociale. Secondo Sabine O'Hara, "tutto ha bisogno di cure"; vede la cura come la base di un'economia di mercato. 

## Storia

### Famiglia e comunità
Prima della rivoluzione Industriale, il lavoro di cura (come occuparsi della casa e crescere i figli) era svolto dalla famiglia e spesso comportava il contributo di una comunità. La sfera centrale non era vista come separata dalle interazioni commerciali quotidiane, perché il concetto di mercato non esisteva ancora.

### Effetti dell'industrializzazione
Con l'avvento dell'era industriale, la sfera centrale si separò dai lavori e dalle attività che venivano svolti fuori casa; gli uomini lasciarono casa per lavorare in fabbrica e in altri lavori non domestici. Le donne, considerate più adatte all'accudimento, erano tenute a prendersi cura dei bambini e a svolgere i lavori domestici. Questa gerarchia familiare persistette nella famiglia americana con un padre capofamiglia, una madre casalinga e i loro figli. Tuttavia, non tutte le famiglie erano così. A differenza delle donne bianche, ci si aspettava che le donne nere e le donne di colore lavorassero; quasi l'80% delle donne nere single, rispetto al 23,8% delle donne bianche single, lavorava fuori casa nel 1880. Il tasso di partecipazione al lavoro delle donne bianche diminuì dopo il matrimonio; la partecipazione alla forza lavoro rimase stabile per le donne nere e sia gli uomini che le donne nere contribuirono finanziariamente alla famiglia.
Il lavoro domestico divenne un elemento importante in una forza lavoro stabile. Con l'abolizione della schiavitù negli Stati Uniti, le donne nere furono sempre più assunte come lavoratrici domestiche. La storia del lavoro domestico negli Stati Uniti è una storia di genere, razza, cittadinanza e gerarchie di classe. Sebbene il lavoro domestico fosse un lavoro retribuito, non era riconosciuto come tale dalla legge o dalla società. Poiché il lavoro domestico rientra nella sfera privata e in genere svolto dalle donne, veniva spesso descritto come un "atto d'amore" o gratificante in sé. Ciò è stato utilizzato per giustificare la mancanza di protezione legale del lavoro domestico, come nell'esclusione delle lavoratrici domestiche dal National Labor Relations Act che garantisce il diritto di formare sindacati. Le lavoratrici "conviventi", come tate e governanti, non hanno protezione per gli straordinari ai sensi del Fair Labor Standards Act. Che le donne lavorassero o rimanessero in casa, si riteneva che i loro doveri fossero irrilevanti e venivano ampiamente ignorati. 
Il lavoro svolto in casa ha spesso un costo di sostituzione considerevole, ma non è considerato nella produttività; pagare altri per svolgere il lavoro di cura è spesso proibitivamente costoso. È più conveniente per le famiglie sostituire il loro tempo con il costo di sostituzione. Il lavoro di cura retribuito è considerato impiego, ma il lavoro svolto dai membri della famiglia non è considerato produttivo nel mercato e viene trascurato quando si determina lo stato occupazionale. 
Più donne partecipano alla forza lavoro (almeno part-time) rispetto a un secolo fa, e molte credono che il "culto della domesticità" per le donne del XIX e XX secolo sia obsoleto. Le donne dominano le professioni di cura come l'insegnamento, l'assistenza all'infanzia, l'assistenza infermieristica e l'assistenza sociale, e la maggior parte di queste professioni paga notevolmente meno dei lavori più frequentemente svolti dagli uomini. Le donne che lavorano fuori casa sono spesso ancora tenute a svolgere anche i lavori domestici e a crescere i figli. Il lavoro di cura è ancora considerato economicamente poco importante e le donne hanno difficoltà a sfuggire ai ruoli di genere. 

## Assistenti sociali

### Donne e lavoro non retribuito
Gli studi hanno indicato che le donne forniscono la maggior parte dell'assistenza non retribuita ai bambini, e alcuni hanno dimostrato che gli uomini sono più propensi a sostenere gli anziani che a prendersi cura dei bambini. La relativa disponibilità delle donne a svolgere lavori di assistenza non retribuiti ha contribuito alla scarsa retribuzione ricevuta dalle persone nelle professioni basate sull'assistenza. L'aspettativa che le donne fornissero questi servizi senza la garanzia di una retribuzione finanziaria ha svalutato il lavoro di assistenza, portando queste professioni a essere sottopagate rispetto alle professioni che richiedono una formazione e un lavoro simili ma non equivalenti ai compiti domestici. 
Le donne hanno un carico di lavoro di cura in casa più pesante rispetto agli uomini, in gran parte a causa delle differenze nella socializzazione di genere e nella tradizione storica e culturale. Viene loro insegnato a essere più premurose e affettuose rispetto ai loro colleghi maschi. Ciò non implica che le donne siano biologicamente predisposte a svolgere lavori di cura. Le tradizioni storiche e culturali spiegano l'ideologia ampiamente diffusa del ruolo delle donne nella cura degli altri. In Nepal, le donne lavorano 21 ore in più ogni settimana rispetto agli uomini; in India, le donne lavorano 12 ore in più. In Kenya, le ragazze dagli 8 ai 14 anni trascorrono 5 ore in più nelle faccende domestiche rispetto ai ragazzi. La maggior parte di queste ore di lavoro extra per le donne sono spese per lavori di cura. Ciò pone un problema per le donne; le ore extra di lavoro di cura domestica creano difficoltà nell'equilibrare il lavoro domestico e quello di mercato. 
La creazione di sfere separate, pubblica e privata, nel XIX secolo ha contribuito alla convinzione che la cura fosse incompatibile con il posto di lavoro e appartenesse solo alla famiglia. La spinta storica delle donne verso il lavoro di cura, combinata con il predominio contemporaneo delle donne in questi campi, spiega la concezione moderna secondo cui il lavoro di cura è un lavoro intrinsecamente femminile. Tuttavia, il lavoro di cura è socializzato in una sfera femminile ed è svolto anche da uomini. Il lavoro di cura è diventato così femminilizzato che esiste uno stigma contro gli uomini che vi si dedicano. Questo stigma può scoraggiare gli uomini dall'intraprendere il lavoro di cura e propagare la convinzione che sia un lavoro intrinsecamente femminile. La fusione tra lavoro femminile e lavoro di cura può ignorare le differenze culturali, politiche, razziali ed etniche tra le donne. 
Esistono differenze di guadagno tra diplomati e laureati, che sono particolarmente pertinenti tra uomini e donne in cerca di lavoro. Le donne tendono a trovare più opportunità nel lavoro di cura non retribuito se non sono in grado di entrare nella forza lavoro retribuita. Gli individui senza una laurea universitaria potrebbero non soddisfare i requisiti di molti lavori e gran parte della popolazione mondiale non è in grado di frequentare la scuola a causa della cura di familiari anziani o malati. 
Un numero crescente di aziende afferma di fornire assistenza, comprese le compagnie aeree. Secondo la sua pubblicità, Lufthansa fornisce "Un servizio affidabile come una spalla su cui appoggiarsi". L'immagine di accompagnamento era di una donna che appoggiava la testa sulla spalla di un uomo, con entrambi profondamente addormentati. British Airways aveva una pubblicità con un messaggio simile: "Nuovo seggiolino Club World. Ninna nanna non inclusa". L'immagine mostrava una donna con un bambino in braccio. 

### Divisione per classe socio-economica
La maggior parte del lavoro di cura retribuito è svolto da membri della classe operaia, prevalentemente donne. La forza lavoro domestica degli Stati Uniti è composta da circa 2,2 milioni di persone, di cui una schiacciante maggioranza (91,5%) è costituita da donne. La metà si identifica come nera, ispanica o asiatico-americana delle isole del Pacifico, e le donne nere e ispaniche sono sovra-rappresentate nella forza lavoro domestica. Circa il 35% delle lavoratrici domestiche non è nato negli Stati Uniti, molte delle quali sono donne di colore. Gli studiosi hanno descritto questo fenomeno come la "divisione internazionale del lavoro riproduttivo" o la "catena di cura". In questa "catena", il lavoro domestico è mercificato; le donne che possono permetterselo pagano altre donne, solitamente donne immigrate di colore, per svolgere i loro lavori domestici. Nel loro paese d'origine, altre donne svolgono i loro lavori domestici. Il lavoro di cura non è necessariamente faccia a faccia; nel suo studio sui matrimoni transnazionali vietnamiti, Hung Cam Thai considera le rimesse dei migranti una forma di lavoro di cura. 

## Effetto Baumol
I prezzi di mercato degli articoli necessari per l'assistenza aumentano e il lavoro di assistenza continua a non essere retribuito in quello che è noto come effetto Baumol, descritto da William Baumol e William Bowen come un aumento relativo del prezzo dei servizi senza sostituti, ad esempio, i costi dell'assistenza all'infanzia e dell'invio dei figli al college. Le persone vivono più a lungo e ci sono meno fratelli con cui condividere l'assistenza agli anziani rispetto al baby boom di metà del XX secolo. L'aumento del costo degli articoli necessari per l'assistenza ha un impatto sulle persone generose e cooperative. 

## Il mercato

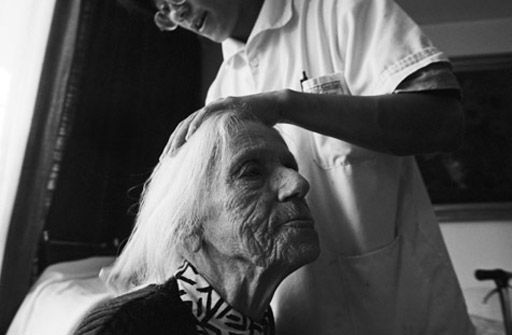
Visita ad una vecchia signora, 1997

Un'economia ha quattro settori: affari, famiglia, pubblico e non profit. Il settore affari è solitamente considerato fondamentale, ma tutte e quattro le parti di un'economia generano ricchezza e sono interdipendenti. Una ragione per cui il lavoro di cura non retribuito è ampiamente ignorato è la convinzione che una famiglia non crei ricchezza, ma che prepari i bambini per gli altri settori dell'economia. 
Sebbene il lavoro di cura sia stato ampiamente associato al lavoro domestico non retribuito, è più frequentemente retribuito. Questo cambiamento ha implicazioni per il lavoro di cura e per la società nel suo complesso. Poiché il lavoro di cura è sempre più commercializzato, coloro che hanno bisogno di cure (malati, anziani e bambini) non saranno in grado di permettersi le cure di cui hanno bisogno. La qualità delle cure può diminuire in risposta al movente del profitto. 
La mercificazione del lavoro di cura è sotto esame pubblico e accademico per la sua endemica bassa retribuzione per il lavoro di cura, gli effetti del mercato sulla qualità dell'assistenza e le implicazioni del mercato sui lavoratori dell'assistenza. Cinque teorie (svalutazione, bene pubblico, prigioniero dell'amore, mercificazione dell'emozione e amore e denaro) sono state esplorate dagli accademici. 

### Teoria della svalutazione
La teoria della svalutazione cerca di spiegare i bassi salari tipici del lavoro di cura concentrandosi sul fatto che molti lavoratori dell'assistenza sono donne e il sessismo persiste. I decisori sottovalutano il contributo dei lavori dominati dalle donne agli obiettivi organizzativi (inclusi i profitti) e sottopagano questi lavoratori. 
La teoria è supportata da studi sociologici. Nel 2002, la sociologa Paula England ha condotto uno studio che ha rivelato, dopo aver controllato le richieste di competenze, i requisiti educativi, il settore e il genere, una penalità netta dal cinque al 10% per il lavoro in un'occupazione che implica l'assistenza; un'eccezione era l'assistenza infermieristica, che non sembrava subire la penalità salariale di altri lavori di assistenza. 

### Teoria del bene pubblico
Il lavoro di cura ha una serie di benefici sociali indiretti che sono associati a beni pubblici; beni con benefici che sono impossibili da negare a coloro che non li hanno pagati. L'istruzione, un esempio di lavoro di cura, è un esempio di bene pubblico. Il lavoro di cura è unico nella categoria dei beni pubblici in quanto ricevere cure aiuta i destinatari a sviluppare competenze, valori e abitudini che avvantaggiano loro stessi e gli altri. 
Questa teoria potrebbe spiegare i bassi salari caratteristici del lavoro di cura. L'argomento economico standard è che i beni pubblici saranno sotto-forniti dai mercati perché non c'è modo di catturare (e trasformare in profitti) i benefici dell'interazione sociale. 

### Teoria del prigioniero d'amore
Il lavoro di cura è stato definito come un lavoro che fornisce servizi basati su un'interazione personale sostenuta, ed è motivato (almeno in parte) dalla preoccupazione per il benessere del destinatario. Questa comprensione influenza la natura e la retribuzione del lavoro di cura. Se gli operatori sanitari sono motivati dal valore intrinseco del loro lavoro, la teoria economica sostiene che tollereranno salari più bassi per il loro lavoro. Il legame che questi lavoratori sentono con il loro lavoro li pone in una posizione di contrattazione sfavorevole. 

### La mercificazione della teoria delle emozioni
La teoria della mercificazione delle emozioni si concentra sugli effetti del lavoro di cura commercializzato sulle esperienze e sul benessere degli operatori sanitari. Sostiene che molti lavori nell'economia dei servizi richiedono ai lavoratori di mostrare emozioni che non provano, il che è dannoso per loro. 

### Teoria "amore-e-denaro"
La teoria "amore-e-denaro" tenta di conciliare la divisione percepita tra lavoro svolto per motivazione intrinseca e lavoro svolto per retribuzione. I teorici affermano che poiché uomini e donne sono visti come opposti e il genere governa il pensiero, si sviluppa una visione dualistica secondo cui "le donne, l'amore, l'altruismo e la famiglia sono, come gruppo, radicalmente separati e opposti agli uomini, alla razionalità egoistica, al lavoro e allo scambio di mercato". Questa convinzione ha portato all'idea che il lavoro di cura non dovrebbe essere svolto per retribuzione perché la retribuzione minerebbe le motivazioni intrinseche per questo lavoro; tuttavia, gli studi hanno dimostrato che queste divisioni potrebbero non essere così nette. È stato scoperto che riconoscere le ricompense invia il messaggio che il destinatario è fidato, rispettato e apprezzato. Questi risultati suggeriscono che più la retribuzione è combinata con fiducia e apprezzamento, meno allontana la vera motivazione intrinseca (particolarmente importante nel lavoro di cura). I teorici ritengono che il problema centrale del lavoro di cura sia la scarsa domanda, e che dovrebbe essere meglio compensato dal mercato. 

## Politica pubblica
Il dibattito sul lavoro di cura ha implicazioni politiche: questioni di struttura del mercato, ambienti di lavoro, sistemi di incentivi, requisiti normativi e adeguato sostegno finanziario per l’assistenza. Un altro ambito politico correlato al lavoro di cura riguarda l’analisi di genere nella politica economica. 

### Assistenza non retribuita
L'Unremunerated Work Act del 1993 avrebbe richiesto al Bureau of Labor Statistics di condurre indagini che avrebbero misurato il lavoro non retribuito e lo avrebbero incluso nel PIL. Il disegno di legge è stato sostenuto da molti, ma non da tutti, gli economisti femministi. I critici hanno affermato che avrebbe romanticizzato il lavoro di cura e propagato pregiudizi di genere nel settore, credendo che il lavoro di cura potesse essere svolto in modo più efficiente fuori casa. Altri critici hanno affermato che l'efficienza sarebbe stata valutata più dell'affetto e della quantità e qualità dell'assistenza. 
La contabilizzazione del tempo trascorso in assistenza non retribuita è difficile perché spesso si tratta di un'attività che coinvolge emotivamente. Esiste un pregiudizio di "desiderabilità sociale", con i mariti che dichiarano di aver trascorso più tempo in attività di assistenza di quanto le loro mogli ne riporterebbero per loro (e viceversa); fornire assistenza è considerato lodevole. I problemi di segnalazione possono essere ridotti al minimo tramite un diario del tempo, in cui gli intervistati descrivono le attività svolte il giorno precedente; le risposte vengono quindi standardizzate per scopi analitici. 
Secondo uno studio pubblicato su The Lancet, le donne in 32 paesi forniscono una stima annuale di 1,5 trilioni di dollari in assistenza sanitaria. Secondo uno studio del McKinsey Global Institute, la produzione economica globale aumenterebbe di 12 trilioni di dollari se il lavoro di cura non retribuito svolto dalle donne fosse compensato al salario minimo in tutto il mondo, l'11% della produzione economica globale, equivalente alla produzione economica annuale della Cina. 

### Parità salariale
Una seconda politica relativa al lavoro di cura è la spinta verso salari più alti. I sostenitori di questa politica credono che gli individui che rispettano e adempiono alle norme di cura saranno visti come perdenti economici se i salari non vengono aumentati, e alcuni economisti credono che l'offerta di servizi di cura non retribuiti potrebbe gradualmente erodersi. 

### Genere
Diversi modelli che circondano il lavoro di cura ne implicano la femminilizzazione e si concentrano sul tentativo di rendere il lavoro di cura più neutro dal punto di vista di genere o meno sproporzionatamente gravoso per le donne. Il modello del capofamiglia universale mira a raggiungere l'equità attraverso l'occupazione femminile e la parità con gli uomini. Il modello di parità del caregiver promuove un maggiore supporto per il lavoro di cura informale e forme di occupazione per le donne (come il lavoro part-time) che aumenterebbero il loro tempo disponibile per svolgere il lavoro di cura domestico. Il primo modello sposta il lavoro di cura al mercato e allo Stato, e il secondo mantiene il lavoro di cura all'interno della famiglia con il sostegno pubblico. Entrambi i modelli, in una certa misura, sollevano il peso del lavoro di cura dalle donne e lo trasferiscono allo Stato o agli uomini. 
Un altro modello è il matrimonio con guadagno condiviso/genitorialità condivisa, che non trasferisce denaro pubblico alle donne per il lavoro di cura; gli uomini sono responsabili di metà del lavoro di cura e le donne si assumono metà della responsabilità finanziaria per i bisogni di base della famiglia. Questo modello si concentra sulla rimozione delle distorsioni evolutive derivanti dalla femminilizzazione della cura, come la maternità simbiotica o la negligenza paterna.
Una meta-analisi del 2020 di Jenny Young e altri ha scoperto che la ricerca sul lavoro di cura sottostima gli operatori sanitari maschi e l'esperienza degli uomini è meno compresa. Nel 1989, Sara Arber e altri si riferivano agli uomini come "gli assistenti dimenticati" e hanno scoperto che hanno una quota di lavoro di cura maggiore di quanto spesso si riconosca. 

#### Analisi di genere
Il lavoro di cura, svolto in modo sproporzionato dalle donne e spesso non retribuito, evidenzia l'importanza del genere nella politica economica. Diversi economisti affermano che l'analisi di genere dovrebbe essere parte della considerazione di qualsiasi politica economica. 

### Politica economica globale
Il lavoro di cura si manifesta in modo diverso in tutto il mondo a causa delle differenze nella disponibilità di servizi domestici, dell'estensione dell'economia informale e della migrazione internazionale. Gli economisti affermano che esistono differenze tra i paesi del Nord e del Sud che influenzerebbero alcune politiche nel Sud del mondo. Le politiche pubbliche suggerite per queste regioni includono una maggiore disponibilità di asili nido, un maggiore accesso alle scuole e all'assistenza sanitaria, un miglioramento dei trasporti pubblici e un maggiore accesso ai telefoni. 

## Care penalty
Care penalty descrive i sacrifici fatti nello svolgimento del lavoro di cura, e Nancy Folbre esplora la care penalty in modo approfondito in The Invisible Heart. Le care penalty possono essere una serie di sacrifici, come la perdita di tempo personale, denaro o esperienze durante la prestazione di assistenza. Il lavoro di assistenza in questione può essere fornito a bambini, animali, anziani, malati, disabili mentali, incapaci di apprendimento e altri con disabilità simili. Il lavoro di assistenza limita la capacità di una persona di competere con coloro che non devono fornire tale assistenza.
Folbre afferma che la care penalty porta a lotte distributive che sono rilevanti per i ruoli di genere. Quando due persone hanno un figlio, nella maggior parte dei casi un genitore sacrifica più dell'altro in modo che l'altro possa provvedere alla famiglia. Nella maggior parte dei casi, il genitore che resta a casa e si prende cura dei bambini è la madre. Secondo il rapporto del 2012 dell'US Census Bureau, c'erano 189.000 case con papà casalinghi e 5.091.000 case con mamme casalinghe. Prendendosi del tempo libero dal lavoro, queste donne sono svantaggiate per gli anni a venire.
Questo declino a lungo termine dei guadagni è chiamato da Folbre divario familiare o divario di maternità. La riduzione della retribuzione non è attribuibile al fatto di lavorare meno ore; le madri con famiglia sono spesso trascurate per le opportunità di avanzamento. La penalizzazione della maternità (motherhood penalty) è aumentata, in parte, a causa della maggiore parità di retribuzione tra uomini e donne. Nel 1991, si stimava che il divario di maternità rappresentasse il 60% della differenza tra la retribuzione di uomini e donne. 
La genitorialità evoca la care penalty più significativa e più comune. Il costo dell'educazione di un figlio aumenta e i sacrifici fatti per crescere i figli aumentano allo stesso ritmo. Essere responsabili di un figlio può dettare decisioni su dove vivere, cosa fare nel tempo libero e quali lavori accettare. 
La genitorialità può essere la fonte più comune di penalità per l'assistenza, ma anche l'assistenza agli anziani impone dei costi al caregiver. A differenza della genitorialità (che implica una certa scelta), un individuo non può scegliere se avere membri anziani di una famiglia come i genitori. L'assistenza agli anziani non è legalmente richiesta a un figlio o una figlia, a differenza della responsabilità genitoriale legale di prendersi cura dei figli. Tuttavia, c'è un'aspettativa sociale che i figli adulti si prendano cura dei loro genitori. La possibilità di un'eredità può anche influenzare il comportamento dei figli adulti. 
La care penalty ricevuta dai caregiver degli anziani può essere costosa quanto quella ricevuta dai genitori di bambini piccoli. Le penalità possono essere emotive ed economiche. La ricerca ha dimostrato che oltre il 60% dei caregiver degli anziani soffre di depressione. La ricerca della Brandeis University ha dimostrato che circa il 66% dei caregiver ha perso opportunità di carriera, come la formazione, a causa degli obblighi di assistenza. 
La care penalty, in una certa misura, è modellata dalle politiche pubbliche. Negli Stati Uniti, il Family Medical Leave Act prevede che le madri abbiano diritto a 24 settimane di congedo e che sia loro consentito di tornare alla loro precedente posizione. La legge, tuttavia, prevede solo un congedo non retribuito e non affronta la riduzione a lungo termine dei guadagni o l'avanzamento di carriera. La prevalenza dell'occupazione part-time spesso influenza la severità della care penalty; è più severa nel Regno Unito, poiché l'occupazione part-time è più comune. 
Crescere figli di successo porta benefici alla società; i datori di lavoro traggono beneficio dai dipendenti produttivi e gli anziani traggono beneficio dalle tasse della previdenza sociale pagate dai giovani lavoratori. I genitori ne traggono beneficio per reciprocità, con il bambino che fornisce cure e i genitori che le ricevono. 

## Sovra-rappresentazione delle donne
La biologia evolutiva spiega l'investimento femminile nella cura come una risposta razionale per garantire la gravidanza e il bambino; gli uomini devono diversificare le loro opportunità distribuendo il loro seme in modo sufficientemente ampio da garantire che i loro geni siano promulgati dalle femmine investite. L'economia istituzionale sottolinea che questo ignora il potere delle istituzioni sociali che esagerano il potere maschile biologicamente spiegato, inclusa la forza e la libertà dalle attività di procreazione e allevamento dei figli. Gli accordi sociali perpetuati da queste istituzioni sono considerati interiorizzati come preferenze individuali. 
La ricerca di Gerda Learner sulla storia delle donne ha identificato il patriarcato (dominanza maschile istituzionalizzata) come un'istituzione sociale ideata dall'uomo che ha avuto origine durante l'età del bronzo. Learner afferma che la "produzione del sistema di idee", inclusa la nostra storia registrata, è stata costruita all'interno e permeata da un sistema patriarcale che sottovaluta i contributi femminili alla società. Scrive che questa rappresentazione errata delle donne nella storia sottovaluta il loro ruolo al di là del lavoro domestico e smorza le loro ambizioni future fuori casa, rafforzando questa rappresentazione errata. 
Il patriarcato ha escluso le donne dalla storia scritta e ha limitato la loro rappresentanza politica, istruzione e diritti di proprietà. La legge e le politiche pubbliche hanno rafforzato la struttura patriarcale. Fino a quando il diciannovesimo emendamento della Costituzione degli Stati Uniti non ha concesso alle donne il diritto di voto, si pensava che gli interessi femminili fossero rappresentati attraverso la partecipazione politica maschile. Le donne hanno iniziato a garantire i diritti di proprietà su base statale solo dopo la guerra civile americana, sebbene le donne continuassero a non avere alcun diritto legale al reddito del marito in quel periodo. 
Il patriarcato istituzionalizzato ha limitato l'agenzia femminile nel settore pubblico concentrando il potere politico ed economico tra gli uomini. Braunstein e Folbre citano il teorema del bambino marcio di Gary Becker per confutare l'idea che gli interessi di una donna possano essere adeguatamente rappresentati dal marito. Se i singoli membri della famiglia agissero costantemente nell'interesse collettivo della famiglia, sarebbe nell'interesse dei singoli membri della famiglia agire in coordinamento con la famiglia; questo non è sempre il caso, come dimostrato dalla ribellione dei bambini. Il riconoscimento di quello che chiamano il "patriarca non benevolo" sfata l'idea che le donne possano essere adeguatamente rappresentate da un singolo capofamiglia; le famiglie hanno una miriade di interessi non sempre manifestati nelle azioni di un membro.
Secondo Braunstein e Folbre, la relazione gerarchica prodotta dal sistema patriarcale assegna il lavoro di cura alle donne. Comprendendo che le risorse economiche aumentano il potere contrattuale, affermano che gli uomini, che storicamente hanno controllato le risorse, incoraggiano la specializzazione femminile nel lavoro di cura per limitare la loro attività economica (e il potere contrattuale) per preservare l'autorità maschile. L'individuo che controlla le risorse finanziarie è visto come più interessato a preservare il proprio potere che a preservare il benessere della famiglia. Braunstein e Folbre dimostrano che le famiglie più egualitarie, in cui uomini e donne hanno risorse economiche comparabili, distribuiscono il lavoro di cura in modo più efficiente rispetto alle strutture patriarcali con concentrazioni asimmetriche di potere. 
La politica pubblica può essere interpretata come un'applicazione occulta del patriarcato mediante la discriminazione delle famiglie monogenitoriali e l'incoraggiamento di una struttura familiare patriarcale basata su un percettore di reddito primario e un lavoratore non retribuito che si occupa di assistenza. Il Personal Responsibility and Work Opportunity Act del 1996 negli Stati Uniti cita, tra i suoi obiettivi, la fine della gravidanza fuori dal matrimonio e la promozione delle famiglie con due genitori. Il codice fiscale degli Stati Uniti impone un'aliquota fiscale inferiore alle famiglie di percettori di reddito con un'ampia disparità di reddito rispetto a quella applicata alle famiglie con adulti che guadagnano redditi simili.